# Rebelión de Aymaraes (1818)
La Rebelión o Revuelta de Aymaraes de 1818 es el levantamiento contra el domino colonial español ocurrido en el partido de Aymaraes, de la intendencia del Cuzco, y actualmente en el Departamento de Apurímac, ocurrida en la segunda mitad del año 1818. Inicialmente se trató de una revuelta indígena de protesta social que terminó convertida en un movimiento que proclamó la independencia por los dirigentes mestizos que tomaron el control. La rebelión fue derrotada por las tropas realistas, pero sus montoneras y guerrillas siguieron combatiendo hasta el arribo de la Expedición Libertadora de José de San Martín.

## Antecedentes
La derrota de la rebelión del Cuzco en 1814 no significó el fin de los levantamientos autónomos que se sucedían en mayor o menor grado dentro del convulsionado virreinato peruano. Factores que contribuyeron al levantamiento de Aymaraes fueron la crisis agrícola en el sur andino entre 1816-17, la sobrecarga impositiva y la reimplantación del tributo personal indígena, y por último las sucesivas levas de reclutas de la sierra peruana para sostener la guerra contrarrevolucionaria en el Alto Perú. Andahuaylas y Aymaraes fueron siempre dos partidos fuertes y los más señalados de ambas Provincias (Huamanga y Cuzco) por su disposición a la revolución.

## Desarrollo de la Rebelión
En ese contexto estallaron una serie de pequeños alborotos locales, bajo de negativa de pagar los tributos, destacando una acción conjunta de varios pueblos que marcharon sobre la capital del partido, Chalhuanca, donde sería asesinado el subdelegado del gobierno. La primera protesta violenta en Aymaraes fue, cronológicamente, la protagonizada por los comuneros que se oponían al pago de un nuevo tributo de 4 reales. Les secundaron poco después en la acción todo el pueblo de Colcabamba. Pasaron seguidamente a marchar sobre el vecino pueblo de Toraya.
Los comuneros se reunieron el 16 de septiembre de 1818. Ese mismo día por la noche hubo toque de reunión con tambores en Toraya. La dirección que estuvo a cargo de los hermanos mestizos Clemente y Antonio Casanga. Seguidamente iniciaron una marcha sobre Chalhuanca al son de los tambores. En el trayecto se les agregaron los vecinos de los pueblos de Soraya, Capaya, Mutca y Pairaca, comandados por alcaldes y caciques. Iban todos provistos de la más variadas armas, hondas, liwi-liwi, palos, cochabambino, garrotes, palos, macanas, y piedras. Pretendían nombrar un nuevo subdelegado y ofrecieron el puesto al alcalde de Chalhuanca. En medio de una ceremonia, se sacó una bandera blanca de la Conquista, y desfilaron los cinco pueblos por la plaza con gritos de “Viva la Patria”. Tal lema sería entonado en buena parte de los levantamiento autónomos posteriores a 1811 en el Perú y con él se subrayana la adhesión a la independencia.

## Represión del movimiento
| Ejército Realista Comandante en Jefe - Vicente González Unidades y Comandantes - Regimiento Talavera, jefe Vicente González - Milicias de Abancay y del Cuzco Refuerzos - Regimiento Real Infante Don Carlos, jefe Cayetano Ameller |

En Soraya se reunieron los pueblos en rebelión para organizar la defensa frente a la represión de la tropa realista del Cuzco. El 27 de septiembre de 1818, llegó la primera tropa de avanzadilla realista. A las primeras noticias, los revolucionarios salieron a esperarlos en posiciones ventajosas con hondas, bolas y macanas. Los revolucionarios pretendían en medio de gritos de Viva la Patria pretendía rendir las armas del Rey.

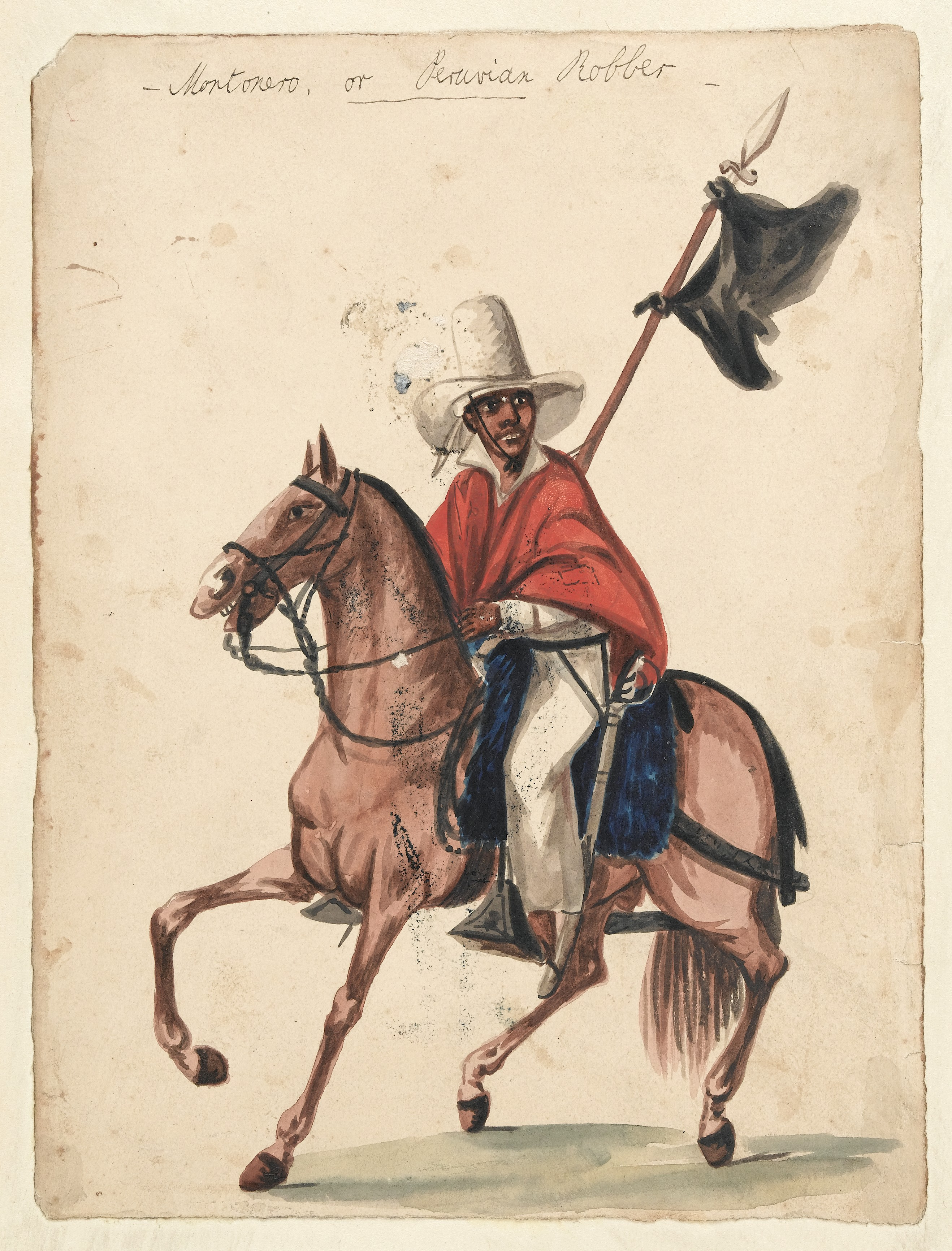
Montonera peruana

El presidente de la Audiencia del Cuzco exigió al teniente coronel del Regimiento Veterano de Talavera, Vicente González, que fuera a pacificar Aymaraes al mando de su regimiento, entonces de Guarnición del Cuzco. Se sumaron más 200 hombres con lanza de Abancay y otros 150 hombres. Esta fuerza entró en el partido combatiendo en cada pueblo y en cada casa que encontró en su trayecto. El virrey Pezuela por la gravedad de los hechos vio que era de necesario sofocar inmediatamente aquel fuego revolucionario y remitió desde Lima el Regimiento Infante don Carlos, a cargo de su jefe el teniente coronel don Cayetano Ameller, con destino a ocupar el partido de Andahuaylas.
Pezuela refería en su Memoria de gobierno que González tuvo que enfrentar a 2.000 rebeldes, y que tras una dura resistencia pudo derrotar y dispersar con bastante pérdida. La dureza de la represión se dirigió contra los cabecillas del movimiento. El resto de los presos pasaron al Cuzco donde fueron juzgados en consejo de guerra. En la sentencia se dispuso que el común de los comuneros levantados fueran destinados al ejército altoperuano tan necesitado de tropas.

## Consecuencias
Los pueblos de Aymaraes permanecieron convulsionados en 1819 siguiendo una continuidad que nos lleva hasta la formación de las primeras montoneras que apoyaran al ejército de San Martín. Se formaron montoneras que establecieron contacto con el general Agustín Gamarra que se hallaba entonces en Ica, incorporándose a sus tropas.